# Ksar Hallouf
Ksar Hallouf ou Ksar El Hallouf est un ksar de Tunisie situé dans le gouvernorat de Médenine.

## Localisation
Situé sur un éperon dominant la vallée de l'oued Hallouf, il s'articule autour d'une cour intérieure d'une longueur de plus de 130 mètres.

## Histoire
Abdesmad Zaïed, qui le considère comme l'un des « anciens villages pitonniers berbères devenus greniers », le présente comme ancien, son âge dépassant plusieurs siècles comme le suggère l'ancienne huilerie et la technique de construction utilisée, ce qui contredit la date de fondation avancée par Kamel Laroussi (1840) qui ne s'appliquerait qu'à la partie la plus récente du ksar.
Le 10 janvier 2020, le gouvernement tunisien propose le site pour un futur classement sur la liste du patrimoine mondial de l'Unesco. Le 21 janvier 2021, un arrêté en fait un monument classé.

## Aménagement
En 2004, Laroussi compte environ 500 ghorfas dont 300 en ruine et 100 restaurés, Herbert Popp et Abdelfettah Kassah n'en comptant que 200 réparties sur deux étages en 2010, donc 50 étant en bon état et 70 effondrées.
Une partie du complexe est restauré en 2006 mais la plupart des ghorfas ne comportent plus de porte. Une huilerie et une mosquée sont également conservées.

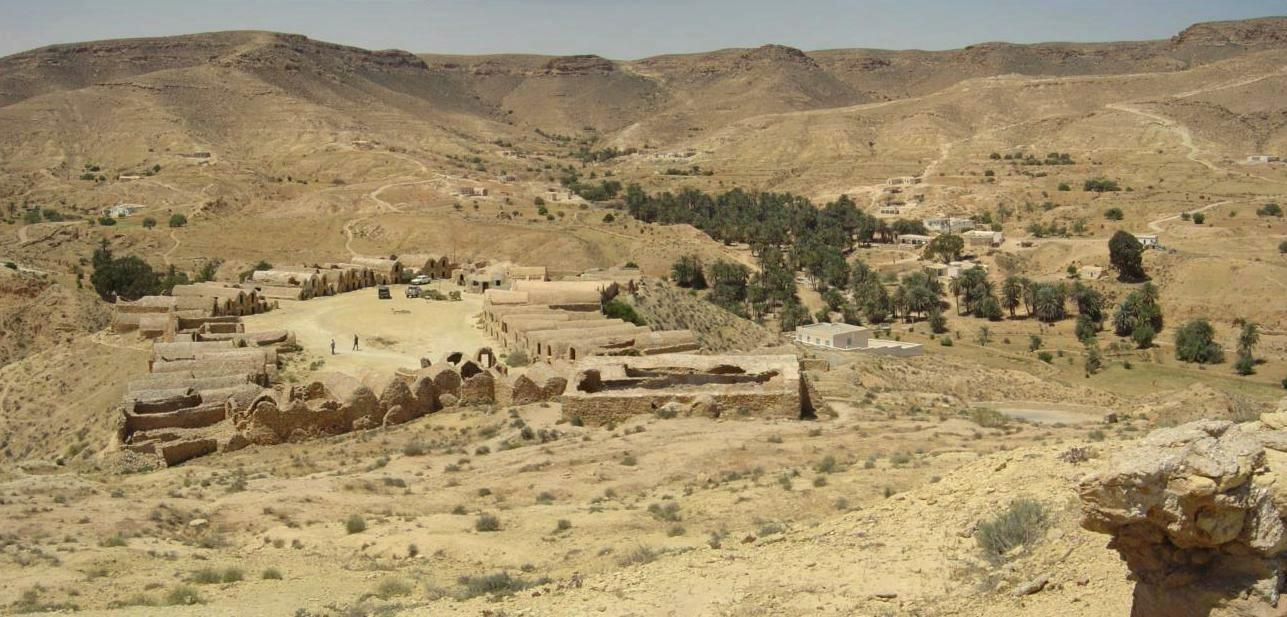
Vue du ksar dans son environnement.
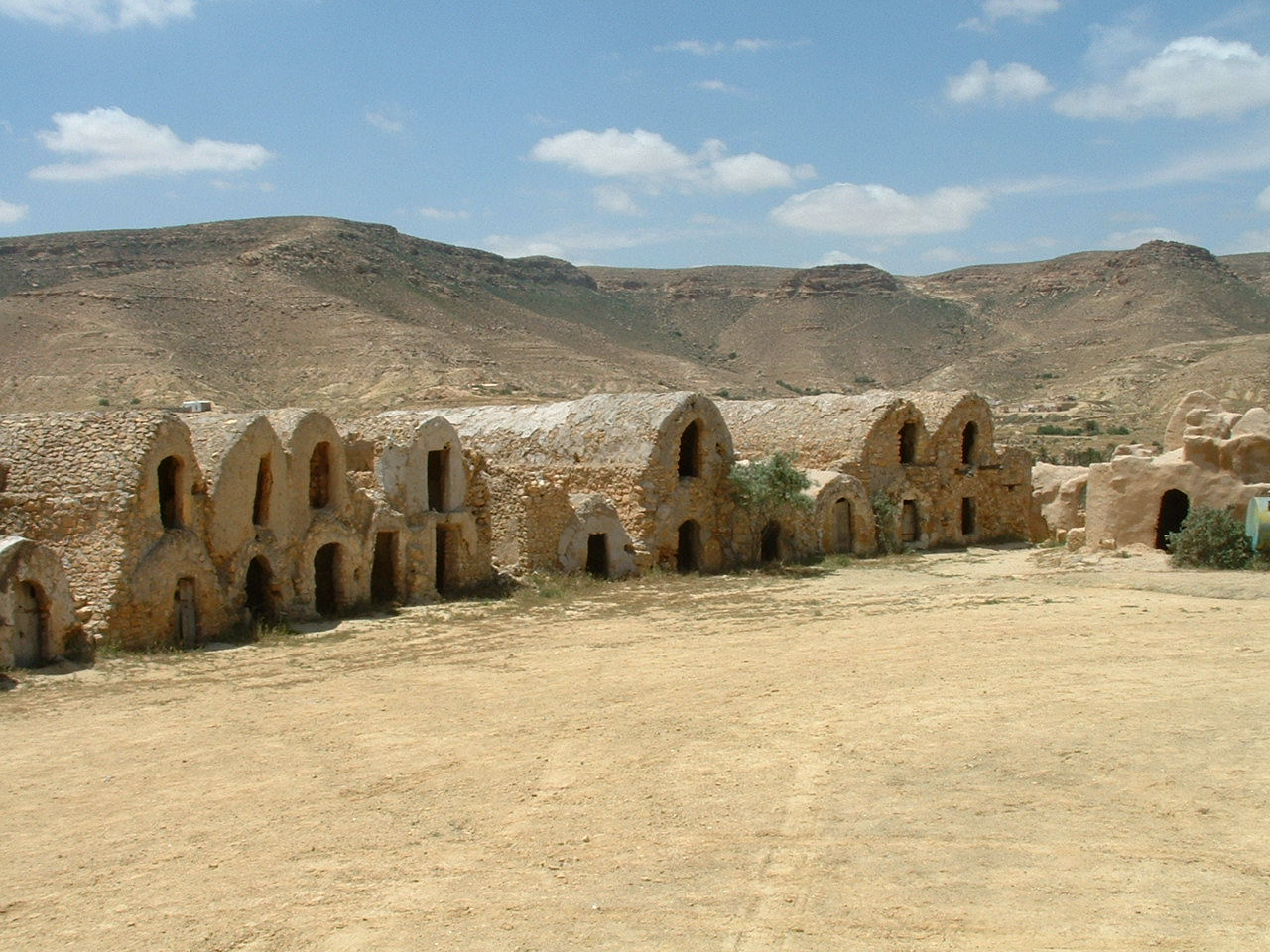
Alignement de ghorfas en bordure de la cour.
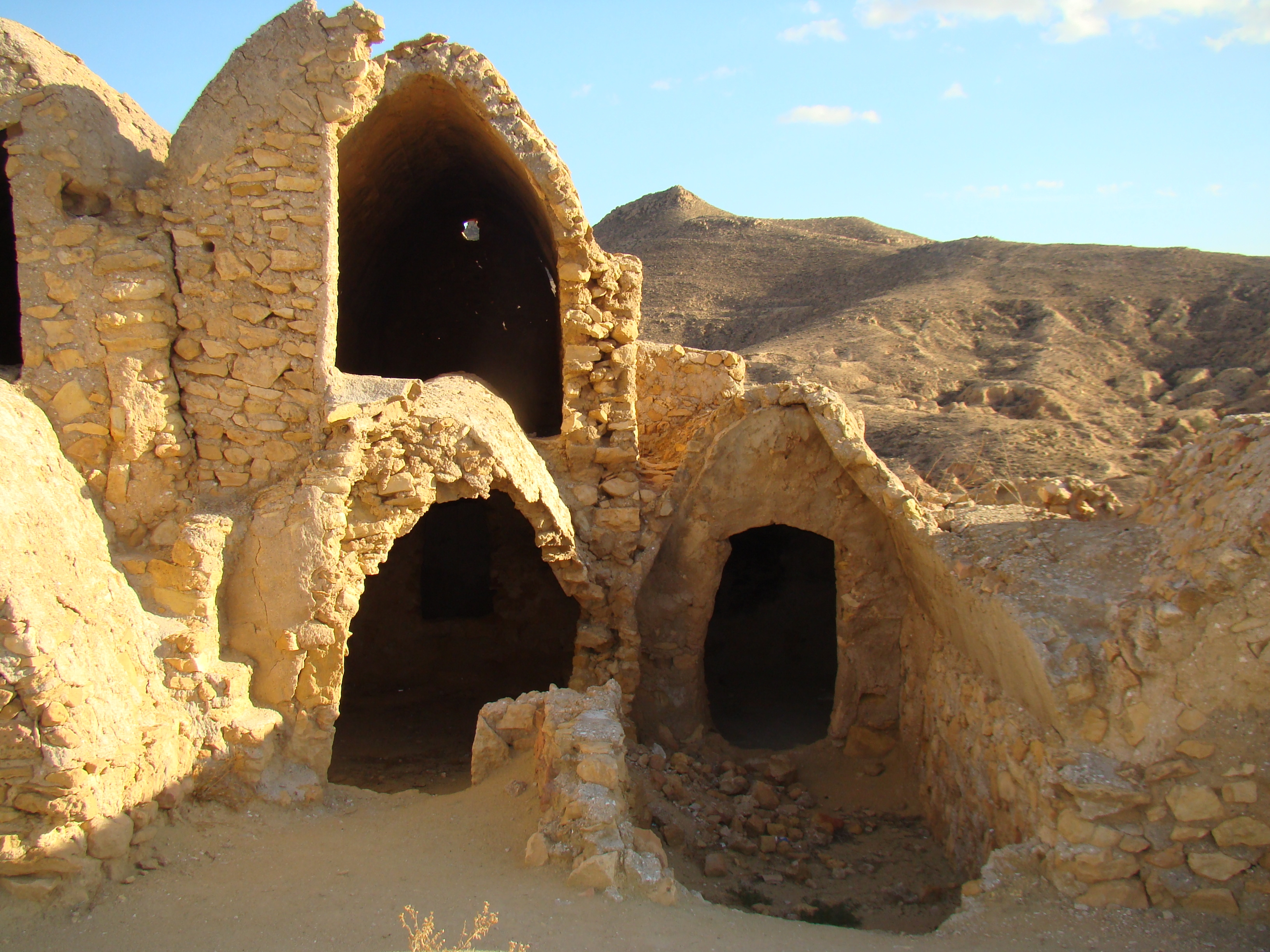
Exemple de ghorfas effondrées.

## Utilisation
Un usage touristique (hébergement, restauration et visite) y est tenté sans succès entre 1997 et 2004.